# 2018年5月逝世人物列表
2018年逝世人物列表：1月 - 2月 - 3月 - 4月 - 5月 - 6月 - 7月 - 8月 - 9月 - 10月 - 11月 - 12月
2018年5月逝世人物列表，是用于汇总2018年5月期间逝世人物的列表。

## 依日期排序

### 31日
- 林燕妮，75歲，香港作家。死於肺癌。[1]
- 高艳国，50岁，中国作家，中国作家协会会员，山东省文学院副院长、山东文学社副社长。[2]
- 刘麟，89岁，中国作家，中国作家协会会员，中国现代文学馆原副馆长。[3]
- 西纳·洛桑旦贝坚赞，81岁，第27世（计追认）西纳活佛，第十届中国全国政协常委、青海省政协原副主席[4]。
- 艾拉·布倫南（英语：Ella Brennan），92歲，美國餐廳老闆。[5]
- 潘迪朗·普達利克·芬德卡爾（英语：Pandurang Pundalik Fundkar），67歲，印度政治人物，前馬哈拉施特拉邦議會（英语：Maharashtra Legislative Assembly）與印度人民院議員，死於心臟病。[6]

### 30日
- 達恩·尼恩（英语：Dan Kneen），30歲，曼島電單車車手，死於賽車意外。[7]
- 方普，78歲，皇家香港警務處末任政治部處長（1987年－1995年）。[8]
- 麥迪厄·斯里（英语：Madiha Yousri），96歲，埃及女演員。[9]
- 李载平，93歲，中國分子生物学家，中国工程院院士。[10]
- 高放，91岁，中国马克思主义理论家，中国人民大学教授。[11]

### 29日
- 鍾漢池，29歲，前香港職業足球運動員。曾效力港超聯球會冠忠南區。[12]
- 仇秀英，88歲，中國人，侵華日軍南京大屠殺倖存者。[13]
- 雷·巴克（英语：Ray Barker (baseball)），82歲，美國棒球運動員（紐約洋基）。[14]
- 詹姆斯·謝弗（英语：James Schaefer），79歲，美國政治人物，前南达科他州众议院議員，死於農夫車意外。[15]

### 28日
- 延斯·克里斯蒂安·斯科（丹麥語：Jens Christian Skou），99歲，丹麥生物化學家，1997年諾貝爾化學獎得主。[16]
- 奥拉·乌尔斯滕（瑞典語：Ola Ullsten），86歲，前瑞典首相。[17]
- 伊夫·達魯瓦爾（英语：Yves de Daruvar），97歲，土耳其裔法國軍官和政治人物，前葛摩殖民地總督（英语：List of colonial governors of the Comoros）和法屬索馬利蘭秘書長。[18]
- 王大閎，100歲，臺灣建築師，著名作品有台北市國父紀念館，中華民國外交部辦公大樓，中央研究院部分研究大樓等。[19][20]
- 塞尔日·达索（法語：Serge Dassault），93歲，法國工業富豪，達索集團主席。死於心臟病。[21]
- 米歇爾·斯托克（英语：Michel Stolker），84歲，荷蘭單車選手。[22]
- 伊香八朗（日语：いか八朗），84歲，日本作曲家、男演員，曾演出電影《羅馬浴場》，衰老而死。[23]
- 泰德·達布尼（英語：Ted Dabney），81歲，美國電氣工程師。電子遊戲製作公司雅達利創辦人之一。死於食道癌。[24]
- 李志义，99岁，江苏省军区正师职离休干部、原南京军区后勤部第15分部顾问。[25]

### 27日
- 讓·科南·班尼（法語：Jean Konan Banny），88歲，科特迪瓦政治人物。[26]
- 潘恩，88歲，香港旅遊協會總幹事（1971年－1994年）、長春社創辦人之一。[27]
- 唐纳德·彼得森（英語：Donald H. Peterson），84岁，美国宇航员，曾在挑战者号航天飞机的首次任务完成太空行走，阿兹海默症、死於骨癌。[28]
- 馬達拉·朗高·饒（英语：Madala Ranga Rao），70歲，印度演員和電影製片人（《Yuvatharam Kadilindi（英语：Yuvatharam Kadilindi）》）。[29]
- 河東煥（朝鲜语：하동환），88歲，韓國企業家。[30]
- 张俊，87岁，中国官员，原龙岩地委宣传部副部长。[31]

### 26日
- 張建邦，89歲，台灣政治人物，前台北市議會議長、交通部長、淡江大學創辦人。[32]
- 艾伦·宾（英語：Alan Bean），86歲，美國前宇航员。第4名登陸月球人士。[33]
- 馬薩爾·卡利姆（英语：Mazhar Kaleem），75歲，巴基斯坦律師和小說家（《伊姆蘭系列（英语：Imran Series (Mazhar Kaleem)）》）。[34]
- 方達·梅塔薩（英语：Fonda Metassa），80歲，澳洲聯盟式橄欖球運動員。[35]
- 殷金宝，54岁，天津农村商业银行党委书记、董事长，割腕自殺而死。[36]

### 25日
- 喬斯·霍威拉（英语：José Hawilla），74歲，巴西記者，被定罪的欺詐者和告密者，死於肺部疾病。[37]
- 老吉姆·菲利普斯（英语：Jim Phillips Sr.），87歲，美國政治人物，前北卡罗来纳州参议院議員。[38]
- 林凌，93岁，中国经济学家、四川省社会科学院教授。[39]
- 邢其彬，53岁，中国企业家，聚飞光电董事长。[40]

### 24日
- 傑克·布赫曼（英语：Jacky Buchmann），86歲，比利時政治人物，前比利時眾議院、參議院與弗拉芒议会議員。[41]
- 保羅·哈里斯（英语：Paul Harris (author)），69歲，蘇格蘭作家和出版商。[42]
- 土山滋，68歲，日本漫畫家，代表作《美食大胃王》（喰いしん坊！）。[43]
- John Peter Bain（網名：TotalBiscuit），34 歲，英國直播主持、前暴雪《魔獸世界》播報員，死於癌症。[44]
- 孙德贤，70岁，原济南军区空军副司令员，原广州军区空军副参谋长，原成都军区空军参谋长。[45]
- 金武松，49岁，东华大学化学化工与生物工程学院教授。[46]
- 偏正中，74岁，中国体育评论员，中国体育记者协会常务理事、中国广播电视学会广播体育传播研究委员会秘书长。[47]
- 郑金车，53岁，中国官员，江西上饶广丰区副区长、公安局局长，坠亡。[48]
- 野崎幸助（日語：野崎 幸助），77歲，日本富豪，別稱「紀州唐璜」（紀州のドン・ファン）。[49][50]

### 23日
- 鮑伯·巴克科斯基（英语：Bob Buczkowski），54歲，美國美式足球運動員（洛杉磯突襲者（英语：History of the Los Angeles Raiders）、鳳凰城紅雀、克里夫兰布朗）。[51]
- 讓-弗朗索瓦·帕羅（英语：Jean-François Parot），71歲，法國外交官和作家。[52]
- 吳林罔腰（朱秀華），97歲，台灣雲林縣麥寮鄉婦女，1958年朱秀華借屍還魂事件當事人。[53]

### 22日
- 塔津·艾哈邁德（英语：Tazin Ahmed），85歲，孟加拉女演員，死於心臟病。[54]
- 菲利普·罗斯（英語：Philip Roth），85歲，美國作家，普利策奖得主，死於充血性心臟衰竭。[55][56]
- 孫芳 (演員)（英语：Elizabeth Sung），63歲，香港出生的美國女演員（《藝伎回憶錄》、《不安分的青春（英语：The Young and the Restless）》、《轰天炮4》）。[57]
- 陸春齡，97歲，中國笛子演奏家、作曲家、音乐教育家，上海音樂學院教授。有「中國笛王」之譽。在上海中山醫院病逝。[58]
- 古德倫（Gudrun Burwitz），88歲，二次世界大戰「納粹德國」武裝親衛隊首領－希姆萊（Heinrich Himmler）的女兒，曾於二戰後，領導「戰後援助納粹戰犯組織」工作。[59]
- 李维英，96岁，中国政治人物，原广州军区政治部副主任。[60]

### 21日
- 栗城史多（日語：栗城 史多），35歲，日本登山家，第8次挑戰聖母峰登頂時身亡。[61]
- 郭洙鎮，77歲，馬來西亞政治人物。前民政黨署理主席、前國際貿易工業部副部長。[62]
- 王晓明，58歲，中华人民共和国官员，北京市人民政府副秘书长（正局级），坠楼身亡。[63]
- 金伐來（朝鲜语：김벌래），76歲，韓國演員及導演。[64]
- 亞歷山大·阿科托多夫（英语：Aleksandr Askoldov），85歲，俄羅斯演員及導演（《委員（英语：Commissar (film)）》）。[65]
- 亞當·克爾（英语：Adam Keel），93歲，瑞士畫家。[66]
- 克林特·沃克（英语：Clint Walker），90歲，美國男演員，於50、60年代拍攝多套西部電影及劇集。死於心臟衰竭。[67]

### 20日
- 雅羅斯拉夫·布拉別克（英语：Jaroslav Brabec），68歲，捷克鉛球及田徑教練。[68]
- 金民勝（朝鲜语：김민승），45歲，韓國演員及模特兒。[69]
- 具本茂（韓語：구본무），73歲，韓國企業家，LG集團會長，死於腦腫瘤。[70]
- 約翰·莫羅尼（英语：John Morroni），63歲，美國政治人物，前佛罗里达州众议院議員，死於白血病。[71]
- 派翠西亞·摩利臣（英语：Patricia Morison），103歲，美國女演員，曾演出《聖女之歌》、《魔爪餘生》等電影。[72]
- 赵昌平，73岁，中国出版人，上海古籍出版社原总编辑，上海市出版协会原理事长。[73]
- 刘元勋，96岁，中国教育人物，常州教师进修学校原党总支书记。[74]

### 19日
- 伯納德·劉易斯（英語：Bernard Lewis），101歲，英國歷史學家。[75]
- 羅伯特·印第安納（英語：Robert Indiana），89歲，美國藝術家。[76]
- 霍馬恩·賈里爾（英语：Houmane Jarir），73歲，摩洛哥足球員（國家隊、卡萨布兰卡拉贾）。[77]
- 理查德·威爾遜（英语：Richard Wilson (physicist)），92歲，英國裔美國物理學家。[78]
- 陈步宣，97岁，中国书法家。[79]
- 郑张尚芳，84岁，中国语言学家。[80][81]
- 李承軒（英语：이승헌 (기업인)），69歲，韓國商人。[82]

### 18日
- 孙孚凌，96岁，中国人民政治协商会议第八届、九届全国委员会副主席，中华全国工商业联合会第六届执行委员会常务副主席，第七届、八届执行委员会名誉副主席。[83]
- 羅朗德·阿拉德-拉瑟特（英语：Rolande Allard-Lacerte），89歲，加拿大記者和作家。[84]
- 達里奧·卡斯崔隆·霍約斯（西班牙語：Darío Castrillón Hoyos），88歲，羅馬天主教會樞機，「天主的教會」宗座委員會榮休主席。[85]
- 安東尼奧·盧帕泰利（義大利語：Antonio Lupatelli），88歲，義大利插畫家、漫畫家及作家，同時也是《企鵝家族》的創作者。[86]
- 弗雷德·彼得斯（英语：Fred Peters (artist)），95歲，美國動畫師和漫畫家（布鲁托、EC漫畫（英语：EC Comics））。[87]

### 17日
- 李詠姬（朝鲜语：이영희 (1936년)），82歲，韓國時裝設計師。[88]
- 斯基普·芬恩（英语：Skip Finn），69歲，美國奥吉布维（英语：Leech Lake Band of Ojibwe）政治人物，前明尼苏达州参议院第十四選區議員。[89]
- 妮科爾·方丹（英语：Nicole Fontaine），76歲，法國律師與政治人物，前歐洲議會議長。[90]

### 16日
- 西城秀樹（日語：西城 秀樹，本名木本龍雄），63歲，日本資深歌手，死於心臟衰竭。[91]
- 星由里子（日語：星 由里子），74歲，日本電影演員，生前遺作《貓咪知道但是貓咪不說》。死於肺癌。[92][93]
- 趙康民，81歲，中國考古學家，中國第一個修復出完整兵馬俑的人。[94]
- 卡米爾·吉拉（英语：Camille Gira），59歲，盧森堡政治人物和生態學家，前众议院議員，死於心臟驟停。[95]
- 黛安娜·E·墨菲（英语：Diana E. Murphy），84歲，美國法官，前美国联邦第八巡回上诉法院與美国明尼苏达联邦地区法院法官。[96]

### 15日
- 依利雅斯奥玛，82岁，马来西亚首都吉隆坡第三任市长，大马羽总会长[97]。
- 阿米爾·加尼爾（英语：Amir Ganiel），55歲，以色列游泳運動員。[98]
- 尚-克洛德·拉米（英语：Jean-Claude Lamy），76歲，法國記者。[99]
- 傑勞埃德·薩穆埃爾（英語：Jlloyd Samuel），37歲，千里達及托巴哥足球員（阿斯頓維拉、博爾頓），死於車禍。[100]
- 豐偌暉，40歲，台灣前職業棒球運動員，溺斃。[101]
- 岸井成格（日語：岸井 成格），73歲，日本新聞工作者，曾任職於每日新聞社。[102]
- 陈春明，93岁，中国营养学家，原卫生部卫生防疫司司长、中国预防医学中心主任、中国预防医学科学院院长。[103]

### 14日
- 彼得·伯恩（英语：Peter Byrne (actor)），90歲，英國演員（《警察狄克逊（英语：Dixon of Dock Green）》）與導演。[104]
- 伊萊恩·愛德華茲（英语：Elaine Edwards），89歲，美國政治人物，前路易斯安那州聯邦參議員。[105]
- 汤姆·沃尔夫（英語：Tom Wolfe），88歲，美國記者及作家。[106]
- 陈锦旗，45岁，中国金融人物，网信证券上海投资银行部总经理。[107]
- 杨文升，52岁，中国金融人物，中国建设银行副行长。[108]

### 13日
- 埃德加多·安加拉（英语：Edgardo Angara），83歲，菲律賓政治人物，前參議院議員、議長（英语：President of the Senate of the Philippines）及農業部部長，死於心臟病。[109]
- 史蒂夫·霍根（英语：Steve Hogan），69歲，美國政治人物，奥罗拉市長及前科罗拉多州众议院議員，死於癌症。[110]
- 馬戈迪·基德爾（英語：Margaret Kidder），69歲，美國好萊塢女明星。[111]
- 加雷思·鮑威爾·威廉姆斯（英语：Gareth Powell Williams），63歲，英國欖球運動員（威爾斯國家隊、不列顛及愛爾蘭雄獅（英语：British and Irish Lions））。[112]

### 12日
- 蔣黛思女男爵（英语：Tessa Jowell），70歲，英國政治人物，前文化媒體及體育大臣（2001年－2007年）、下议院議員（1992年－2015年）與終身貴族（自2015年），死於腦癌。[113]
- 丹尼斯·尼爾森（英語：Dennis Nilsen），72歲，蘇格蘭連環殺手。[114]
- 刘志安，94岁，中国政治人物，中共河南省委原调查研究室副主任。[115]

### 11日
- 雨果·格拉（英语：Hugo Guerra），52歲，烏拉圭足球運動員（國家隊、小保加、拉普拉塔体操击剑），死於心臟病。[116]
- 烏拉·薩勒（英语：Ulla Sallert），95歲，瑞典女演員與歌手。[117]
- 罗荣，99岁，原广州军区司令部副参谋长，新疆军区副司令员。[118]
- 赵凤岐，88岁，中国社会科学院荣誉学部委员、中国社会科学院哲学研究所研究员。[119]

### 10日
- 大衛·古多爾（英語：David Goodall），104歲，澳大利亞植物學家和生態學家，自澳洲轉瑞士尋求執行輔助自殺成功。[120]
- 昆特·漢施（英语：Günther Haensch），95歲，德國語言學家和詞典編纂者。[121]
- R·內拉坎坦（英语：R. Neelakantan），83歲，印度演員。[122]
- 金絲香（朝鲜语：금사향），89歲，韓國女歌手。[123]
- 李挺生，筆名黑傑克，55歲，台湾財經投資作家。[124]

### 9日
- 阿瑟·菲茨西蒙斯（英语：Arthur Fitzsimons），88歲，愛爾蘭足球運動員（米德尔斯堡）及經理人。[125]
- 德爾凡·吉布森（英语：Delphine Gibson），114歲，美國在世最長壽者。[126]
- 穆斯塔法·努爾·伊斯蘭（英语：Mustafa Nurul Islam），91歲，孟加拉學者、國家教授（英语：National Professor）。[127]
- 符騰堡公爵弗里德里希（德語：Friedrich Herzog von Württemberg），56歲，符騰堡王室家族首領繼承人，死於交通意外。[128]
- 唐金海，78岁，中国现当代文学研究专家，复旦大学中国语言文学系教授、中国文人书法暨石鼓文研究中心主任。[129]
- 赵月林，34岁，中国律师，四川省律协理事，四川中赞律师事务所主任。[130]

### 8日
- 黑岩善宏（日語：黒岩 よしひろ），55歲，日本漫畫家，代表作《鬼神童子ZENKI》。死於心肌梗塞。[131]
- 劉澤華，83歲，中國古代政治思想史專家，曾任南開大學歷史系主任。[132]
- 王雲東，51歲，台灣學者、國立台灣大學社會工作學系教授。死於心肌梗塞。[133]
- 吳振東，又稱“米奇”，70歲，香港資深影星。[134]
- 喬治·德克梅吉安（英语：George Deukmejian），89歲，美國政治人物，前加利福尼亞州州長。[135]
- 歐內斯特·梅迪納（英语：Ernest Medina），81歲，越戰時美國陸軍軍官，被指控於1968年發動美萊村大屠殺。[136]
- 拉拉·聖保蘿（英语：Lara Saint Paul），73歲，厄立特里亞裔意大利女歌手，死於癌症。[137]
- 小笠原明男（日語：小笠原 明男），62歲，日本藝能界事務所A-Team社長。死於大腸癌。[138]
- 徐燕侯，85岁，中国学者，中国科学技术大学工程科学学院近代力学系教授。[139]

### 7日
- 黎明，90歲，本名黎桂潤，馬來西亞女演員、拿督。[140]
- 刘依闻，98歲，中國艺术家，曾任教授、副院長。[141]
- 米哈伊爾·日爾曼（英语：Mikhail German），85歲，俄羅斯作家。[142]
- 托雷·托雷爾（英语：Tore Torell），76歲，挪威魔術師，死於食道癌。[143]
- 徐竹生，86岁，中国学者，南京大学信息管理学院教授。[144]

### 6日
- 薩姆·阿內斯塔德（英语：Sam Aanestad），71歲，美國政治人物，前加利福尼亚州众议院和参议院議員。[145]
- 哈立德·毛希丁（英语：Khaled Mohieddin），95歲，埃及軍官，伊拉克革命指揮委員會成員。[146]
- 黄伟彦，台灣物理学家，国立台湾大学物理学系教授。[147]

### 5日
- 杨俊良，88岁，中国植物学家，四川省农业大学生命科学学院教授。[148]
- 杜福昌，88岁，江苏省人民医院原心脏科、高级专家会诊中心主任医师。[149]
- 米歇爾·卡斯托羅（英语：Michele Castoro），66歲，意大利羅馬天主教主教，前天主教曼弗雷多尼亚-维耶斯泰-圣乔凡尼罗通多总教区大主教，死於癌症。[150]
- 何塞·馬利亞·伊尼戈（英语：José María Íñigo），75歲，西班牙記者（RTVE）和評論員（《歐洲歌唱大賽》），死於癌症。[151]
- 皮耶·里斯安（英语：Pierre Rissient），81歲，法國導演和製片人，同時也是坎城影展選片顧問。[152]

### 4日
- 唐明邦，93岁，中国易学家。[153]
- 納塞爾·切舍姆·阿扎爾（英语：Naser Cheshm Azar），67歲，伊朗作曲家，死於心臟病。[154]
- 卡西·戈德博爾德（英语：Cathy Godbold），43歲，澳洲女演員（《馬術俱樂部（英语：The Saddle Club）》、《聚散離合》），死於腦癌。[155]

### 3日
- 郑德荣，92岁，中国中共党史学家、毛泽东思想研究专家，东北师范大学荣誉教授，原东北师范大学副校长。[156]
- 李亞留，100歲，馬來西亞最後一位南僑機工。[157]
- 金弘烈（朝鲜语：김홍열），79歲，韓國軍人，前韓國海軍參謀總長。[158]
- 莫妮卡·巴恩斯（英语：Monica Barnes），82歲，愛爾蘭政治人物，前爱尔兰众议院及參議院議員。[159]
- 阿方索·德拉卡馬（葡萄牙語：Afonso Dhlakama），65歲，莫桑比克政治人物與反對黨領袖（莫桑比克全國抵抗），死於心臟病。[160]

### 2日
- 王丹鳳，93歲，中國演員。[161]
- 徐京安，88岁，中国人民大学文学院教授。[162]
- 加古里子，92歲，日本繪本作家、兒童文學家。[163]
- 保羅·迪克（英语：Paul Dick），77歲，加拿大政治人物，死於心臟病。[164]
- 克里斯·沃爾什（英语：Chris Walsh (politician)），66歲，美國政治人物，時任马萨诸塞州众议院議員，死於淋巴瘤。[165]

### 1日
- 卡爾·W·達克沃斯（英语：Carl W. Duckworth），63歲，美國政治人物，前猶他州眾議院（英语：Utah House of Representatives）議員，死於骨癌。[166]
- 孫越，87歲，台灣演員，原名孫鉞。[167]
- 阿什·米特拉（英语：Ashok Mitra），90歲，印度經濟學家和政治人物。[168]
- 蔣青峰，92歲，台灣演員，本名「蔣振」。[169]
- 彭鏡毅，67歲，台灣植物分類學家，中央研究院生物多樣性研究中心退休研究員。[170]。
- 「傑伯」約翰·史塔克斯（英语：John "Jabo" Starks），80歲，非裔美國藍調與放克鼓手，曾為詹姆士·布朗、B·B·金等音樂家伴奏。[171]

### 日期不详
- 成万东，中国官员，江苏建湖县委组织部副部长、老干部局局长，自杀。[172]